# ساي كومار
ساي كومار (بالتيلوغوية: సాయికుమార్) هو ممثل هندي، ولد في 27 يوليو 1960 في الهند. من الجوائز التي نالها Nandi Award for Best Villain ‏ سنة 2006 وNandi Award for Best Villain ‏ سنة 2010 وجائزة فيلم فير جنوب.

## جوائز
- Nandi Award for Best Villain [الإنجليزية]‏ (2006)
- Nandi Award for Best Villain [الإنجليزية]‏ (2010)
- جائزة فيلم فير جنوب

## وصلات خارجية
- ساي كومار على موقع IMDb (الإنجليزية)
- ساي كومار على موقع قاعدة بيانات الفيلم (الإنجليزية)